# Melanothrix semperi
Melanothrix semperi är en fjärilsart som beskrevs av Rothschild 1917. Melanothrix semperi ingår i släktet Melanothrix och familjen Eupterotidae. Inga underarter finns listade i Catalogue of Life.